# Національна дорога 35 (Польща)
Національна дорога 35 (пол. Droga krajowa nr 35, DK35) — національна дорога класу G і класу GP у Нижньосілезькому воєводстві протяжністю 88 км. У поєднанні з DK34, яку вона перетинає в Свебодзиці, маршрут може бути альтернативою для тих, хто хоче скоротити маршрут національною дорогою № 5. На подальшій ділянці вона веде через агломерацію Валбжих до кордону з Чехією в Ґолінську біля Мерошува.

## Клас дороги
Дорога має параметри класу G на ділянці від державного кордону через Голіньськ, Мєрошув і Валбжих до Свебодзіце. Подальша ділянка до перехрестя у Вроцлавських Белянах має параметри класу GP.

## Допустиме навантаження на вісь
З 13 березня 2021 року дозволено рух транспортних засобів з навантаженням на одну ведучу вісь до 11,5 тонн на всій протяжності дороги, крім окремих місць, позначених знаком заборони В-19.

### До 13 березня 2021 року
Раніше на автомобільну дорогу державного значення № 35 діяли обмеження щодо допустимого навантаження на одну вісь:
| Знак | Припустиме навантаження | Ділянка                                |
| ---- | ----------------------- | -------------------------------------- |
| DK35 | до 10 тонн              | Біляни Вроцлавські – Валбжих           |
| DK35 | до 8 тонн               | Валбжих – Голіньськ – державний кордон |

## Важливі міста вздовж маршруту DK35
- Беляни-Вроцлавські (A4, DK5)
- Тинець-Мали (S8) – об’їзд
- Марциновиці
- Свідниця
- Свебодзиці (DK34) – кільцева дорога
- Валбжих – кільцева дорога
- Мерошув
- Ґолінськ – кордон з Чехією